# Gabriac (Aveyron)
Pour les articles homonymes, voir Gabriac.
Gabriac est une commune française située dans le département de l'Aveyron, en région Occitanie.
Le patrimoine architectural de la commune comprend deux  immeubles protégés au titre des monuments historiques : l'église Saint-Jean de Saint-Affrique-du-Causse, inscrite en 1941 puis classée en 1942, et le château de Tholet, inscrit en 1946.

## Géographie

### Généralités
Dans le quart nord-est du département de l'Aveyron, la commune de Gabriac s'étend sur 25,54 km2. Elle est arrosée au sud sur plus de cinq kilomètres par le Dourdou de Conques, et par plusieurs de ses affluents : ruisseaux de Clamouse, de Cabassat, de Linsou et de la Fontaine du Bournhou, ce dernier faisant office de limite naturelle au sud-ouest du territoire communal.
L'altitude minimale, 533 mètres, se trouve localisée à l'extrême sud-ouest, là où le Dourdou de Conques quitte la commune et sert de limite entre celles de Bertholène et de Bozouls. L'altitude maximale avec 808 ou 812 mètres  est située au nord du territoire communal, au nord-est du lieu-dit Pratmajou.
À l'intersection des routes départementales (RD) 28 et 988, le bourg de Gabriac est situé, en distances orthodromiques, huit kilomètres au sud-sud-est d'Espalion et 21 kilomètres au nord-est de la préfecture Rodez.
La commune est également desservie par la RD 59.
Entre Lassouts et Bozouls, le GR 620 traverse le territoire communal sur plus de huit kilomètres, passant devant le château de Tholet.

### Communes limitrophes
Gabriac est limitrophe de cinq autres communes.
Les communes limitrophes sont  Bertholène, Bozouls, Espalion, Lassouts et Palmas d'Aveyron.
| Espalion |            | Lassouts         |
| Bozouls  | Gabriac    |                  |
|          | Bertholène | Palmas d'Aveyron |

### Hydrographie

#### Réseau hydrographique

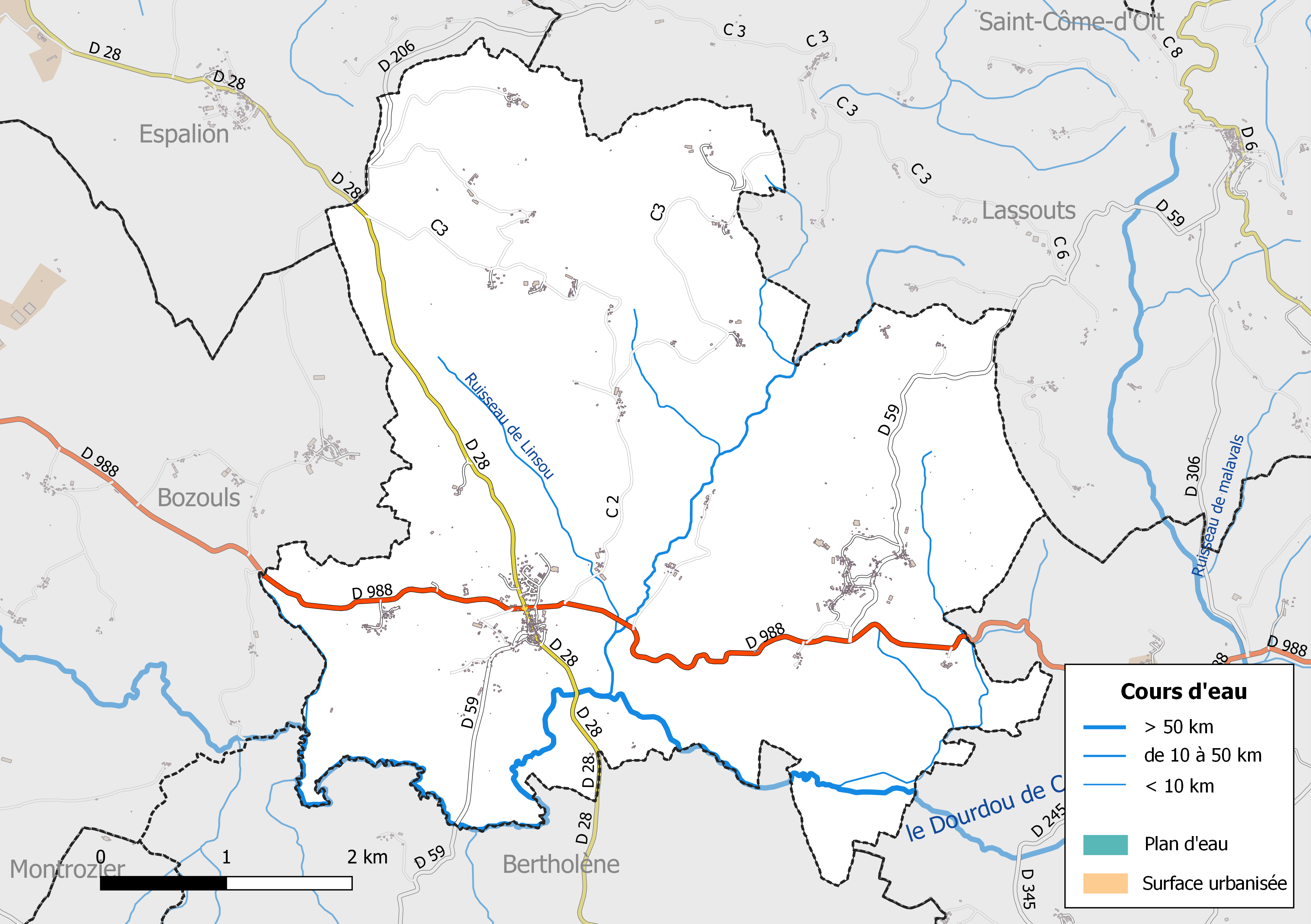
Réseaux hydrographique et routier de Gabriac.

La commune est drainée par le Dourdou de Conques, le ruisseau de Cabassat, le ruisseau de Clamouse, le ruisseau de la Fontaine du Bournhou, le ruisseau de Linsou et par divers petits cours d'eau.
Le Dourdou de Conques, d'une longueur totale de 83,7 km, prend sa source dans la commune de Lassouts et se jette  dans le Lot  à Conques-en-Rouergue, après avoir arrosé 12 communes.

#### Gestion des cours d'eau
La gestion des cours d’eau situés dans le bassin de l’Aveyron est assurée par l’établissement public d'aménagement et de gestion des eaux (EPAGE) Aveyron amont, créé le 1er janvier 2017, en remplacement du syndicat mixte du bassin versant Aveyron amont,,.

### Climat
Pour des articles plus généraux, voir Climat de l'Occitanie et Climat de l'Aveyron.
En 2010, le climat de la commune est de type climat océanique altéré, selon une étude s'appuyant sur une série de données couvrant la période 1971-2000. En 2020, Météo-France publie une typologie des climats de la France métropolitaine dans laquelle la commune est exposée à un climat de montagne et est dans la région climatique Sud-est du Massif Central, caractérisée par une pluviométrie annuelle de 1 000 à 1 500 mm, minimale en été, maximale en automne.
Pour la période 1971-2000, la température annuelle moyenne est de 10,9 °C, avec une amplitude thermique annuelle de 16 °C. Le cumul annuel moyen de précipitations est de 1 033 mm, avec 12 jours de précipitations en janvier et 6,7 jours en juillet. Pour la période 1991-2020, la température moyenne annuelle observée sur la station météorologique la plus proche, située sur la commune de Saint-Côme-d'Olt à 7 km à vol d'oiseau, est de 12,5 °C et le cumul annuel moyen de précipitations est de 951,5 mm,. Pour l'avenir, les paramètres climatiques de la commune estimés pour 2050 selon différents scénarios d'émission de gaz à effet de serre sont consultables sur un site dédié publié par Météo-France en novembre 2022.

### Milieux naturels et biodiversité
L'inventaire des zones naturelles d'intérêt écologique, faunistique et floristique (ZNIEFF) a pour objectif de réaliser une couverture des zones les plus intéressantes sur le plan écologique, essentiellement dans la perspective d’améliorer la connaissance du patrimoine naturel national et de fournir aux différents décideurs un outil d’aide à la prise en compte de l’environnement dans l’aménagement du territoire.
Le territoire communal de Gabriac comprend une ZNIEFF de type 1,, 
l'« Agrosystème de Bertholène » (1 490 ha), couvrant 5 communes du département
, et une ZNIEFF de type 2,, 
la « Vallée du Dourdou » (5 964 ha), qui s'étend sur 16 communes de l'Aveyron.

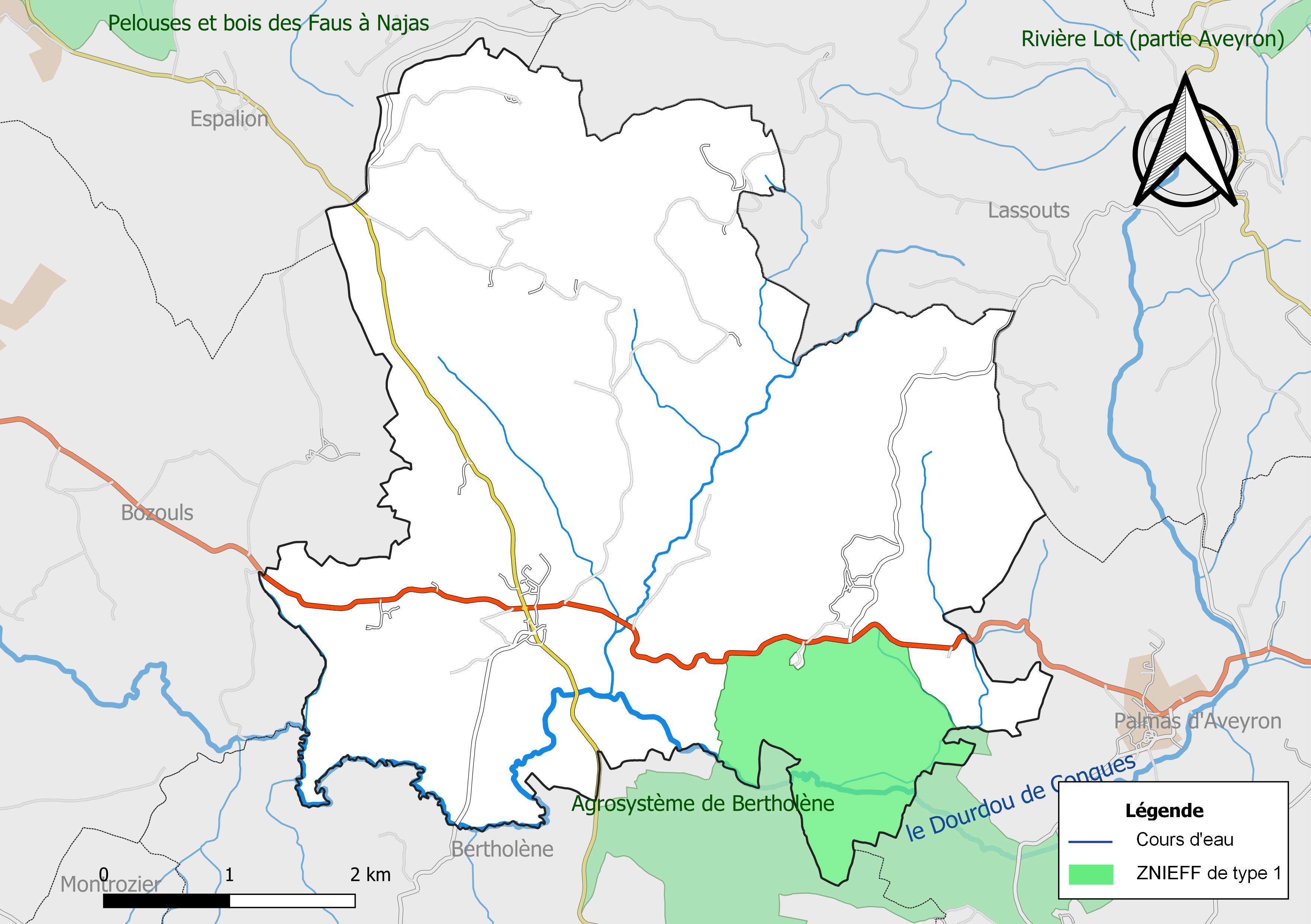
Carte de la ZNIEFF de type 1 de la commune.
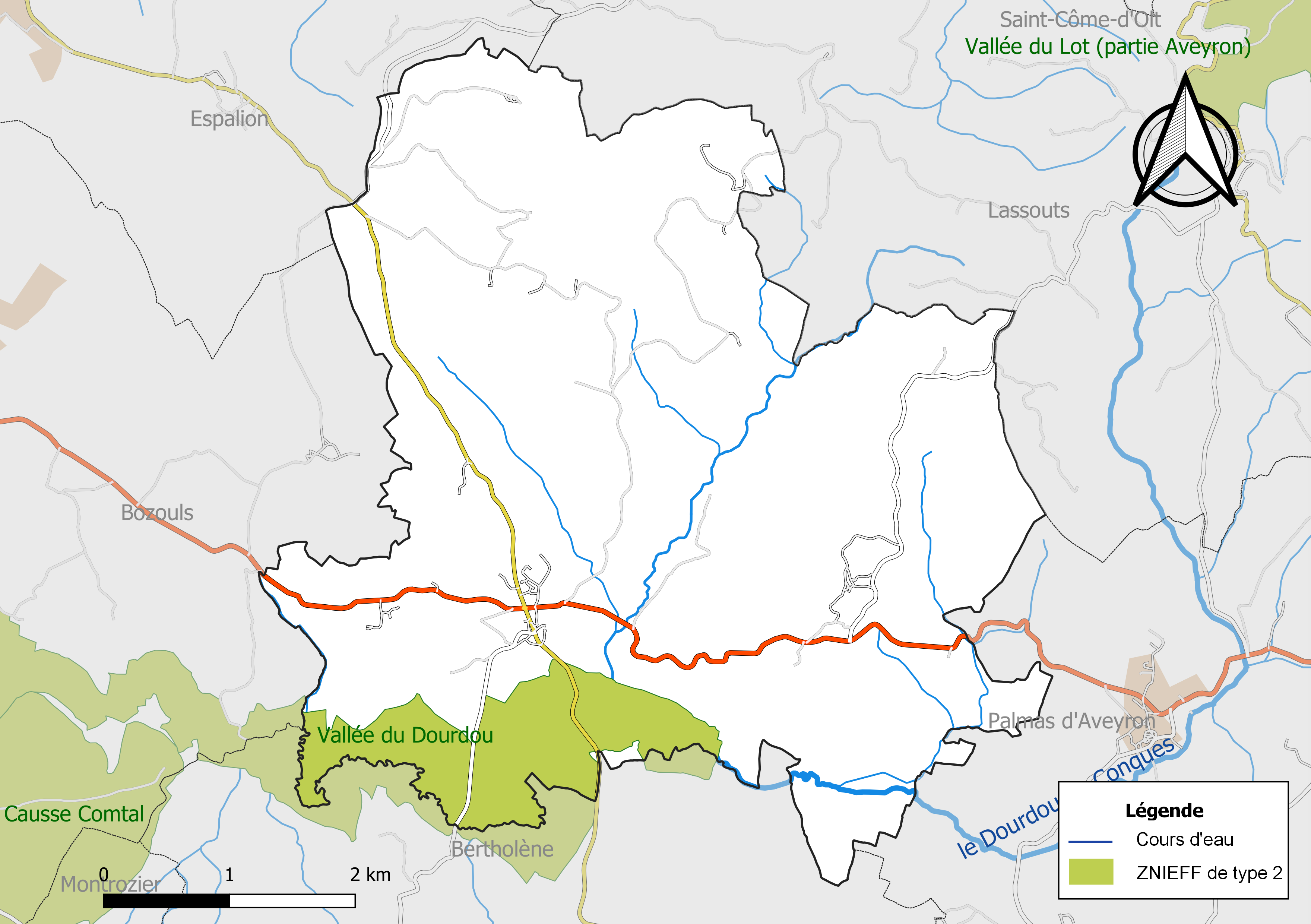
Carte de la ZNIEFF de type 2 de la commune.

## Urbanisme

### Typologie
Au 1er janvier 2024, Gabriac est catégorisée commune rurale à habitat très dispersé, selon la nouvelle grille communale de densité à 7 niveaux définie par l'Insee en 2022.
Elle est située hors unité urbaine. Par ailleurs la commune fait partie de l'aire d'attraction de Rodez, dont elle est une commune de la couronne,. Cette aire, qui regroupe 68 communes, est catégorisée dans les aires de 50 000 à moins de 200 000 habitants,.

### Occupation des sols

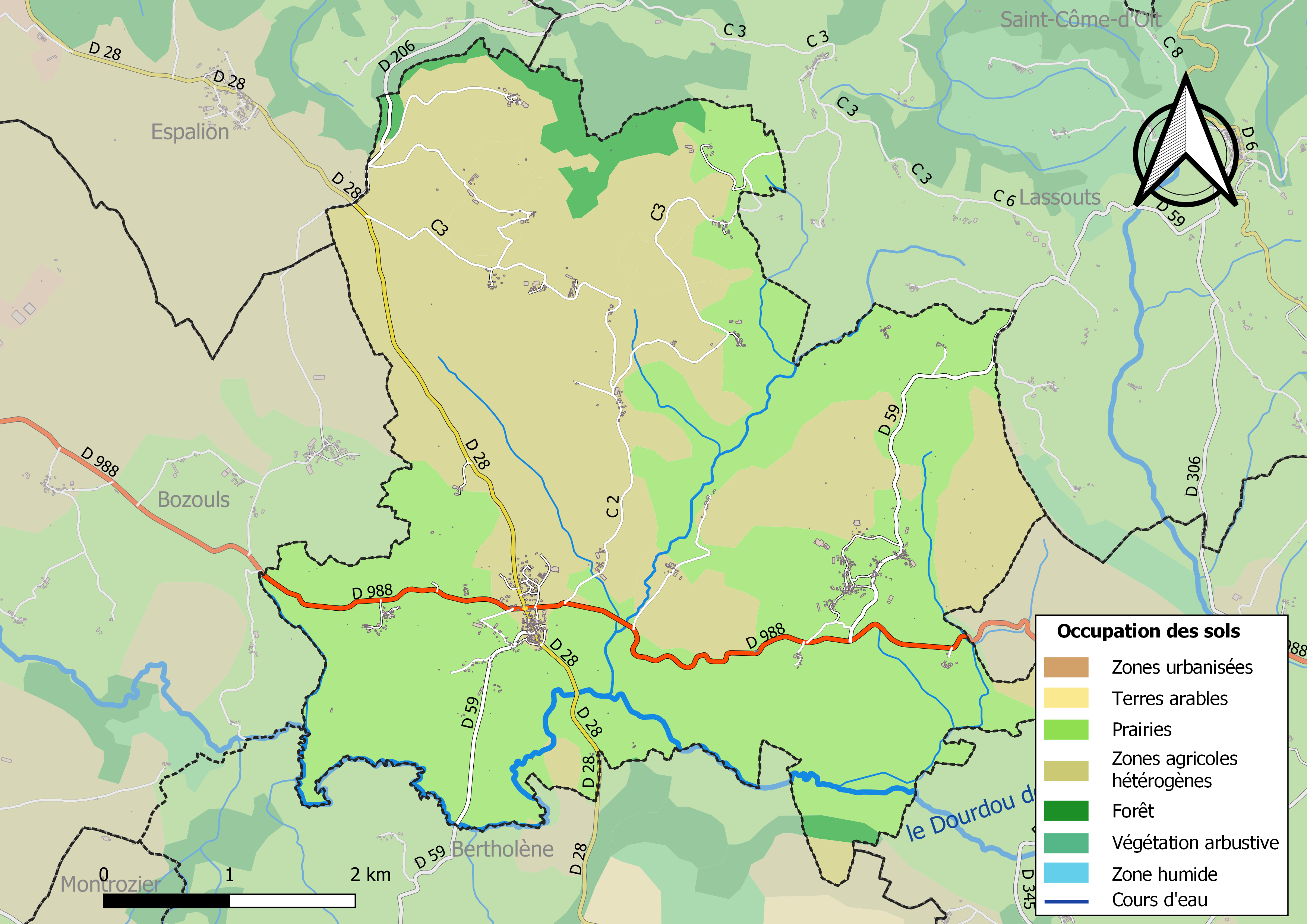
Infrastructures et occupation des sols de la commune de Gabriac.

L'occupation des sols de la commune, telle qu'elle ressort de la base de données européenne d’occupation biophysique des sols Corine Land Cover (CLC), est marquée par l'importance des territoires agricoles (96,8 % en 2018), en augmentation par rapport à 1990 (94,7 %). La répartition détaillée en 2018 est la suivante : 
prairies (51,3 %), zones agricoles hétérogènes (45,6 %), forêts (3,2 %).

### Planification
La commune disposait en 2017 d'une carte communale approuvée.

### Risques majeurs
Le territoire de la commune de Gabriac est vulnérable à différents aléas naturels : inondations, climatiques (hiver exceptionnel ou canicule), feux de forêts et séisme (sismicité faible).
Il est également exposé à un risque technologique, le transport de matières dangereuses, et à un risque particulier, le risque radon,.

#### Risques naturels

Zones inondables de la commune de Gabriac.

Certaines parties du territoire communal sont susceptibles d’être affectées par le risque d’inondation par débordement du Dourdou de Conques. Les dernières grandes crues historiques, ayant touché plusieurs parties du département, remontent aux 3 et 4 décembre 2003 (dans les bassins du Lot, de l'Aveyron, du Viaur et du Tarn) et au 28 novembre 2014 (bassins de la Sorgues et du Dourdou). Ce risque est pris en compte dans l'aménagement du territoire de la commune par le biais du Plan de prévention du risque inondation (PPRI) du bassin du « Dourdou de Conques Amont», approuvé le 27 octobre 2014.
Le Plan départemental de protection des forêts contre les incendies découpe le département de l’Aveyron en sept « bassins de risque » et définit une sensibilité des communes à l’aléa feux de forêt (de faible à très forte). La commune est classée en sensibilité faible.
Les mouvements de terrains susceptibles de se produire sur la commune sont soit des mouvements liés au retrait-gonflement des argiles, soit des effondrements liés à des cavités souterraines. Le phénomène de retrait-gonflement des argiles est la conséquence d'un changement d'humidité des sols argileux. Les argiles sont capables de fixer l'eau disponible mais aussi de la perdre en se rétractant en cas de sécheresse. Ce phénomène peut provoquer des dégâts très importants sur les constructions (fissures, déformations des ouvertures) pouvant rendre inhabitables certains locaux. La carte de zonage de cet aléa peut être consultée sur le site de l'observatoire national des risques naturels Géorisques. Une autre carte permet de prendre connaissance des cavités souterraines localisées sur la commune,.

#### Risques technologiques
Le risque de transport de matières dangereuses sur la commune est lié à sa traversée par une route à fort trafic. Un accident se produisant sur une telle infrastructure est en effet susceptible d’avoir des effets graves au bâti ou aux personnes jusqu’à 350 m, selon la nature du matériau transporté. Des dispositions d’urbanisme peuvent être préconisées en conséquence.

#### Risque particulier
Dans plusieurs parties du territoire national, le radon, accumulé dans certains logements ou autres locaux, peut constituer une source significative d’exposition de la population aux rayonnements ionisants. Toutes les communes du département sont concernées par le risque radon à un niveau plus ou moins élevé. Selon le dossier départemental des risques majeurs du département établi en 2013, la commune de Gabriac est classée à risque moyen à élevé. Un décret du 4 juin 2018 a modifié la terminologie du zonage définie dans le code de la santé publique et a été complété par un arrêté du 27 juin 2018 portant délimitation des zones à potentiel radon du territoire français. La commune est désormais en zone 3, à savoir zone à potentiel radon significatif.

## Toponymie
Le nom du lieu dérive de Gabriacum, qui fait référence à un nom de personnage gallo-romain Gabrius, suivi du suffixe -acum, le tout correspondant au « domaine de Gabrius ».

## Histoire
De 1793 à 1801, la commune a été le chef-lieu d'un canton. En 1837, les communes de Ceyrac et de Tholet fusionnent avec Gabriac.

## Politique et administration

### Découpage territorial
La commune de Gabriac est membre de la communauté de communes Comtal Lot et Truyère, un établissement public de coopération intercommunale (EPCI) à fiscalité propre créé le 1er janvier 2017 dont le siège est à Espalion. Ce dernier est par ailleurs membre d'autres groupements intercommunaux.
Sur le plan administratif, elle est rattachée à l'arrondissement de Rodez, au département de l'Aveyron et à la région Occitanie. Sur le plan électoral, elle dépend du  canton du Causse-Comtal pour l'élection des conseillers départementaux, depuis le redécoupage cantonal de 2014 entré en vigueur en 2015, et de la première circonscription de l'Aveyron  pour les élections législatives, depuis le dernier découpage électoral de 2010.

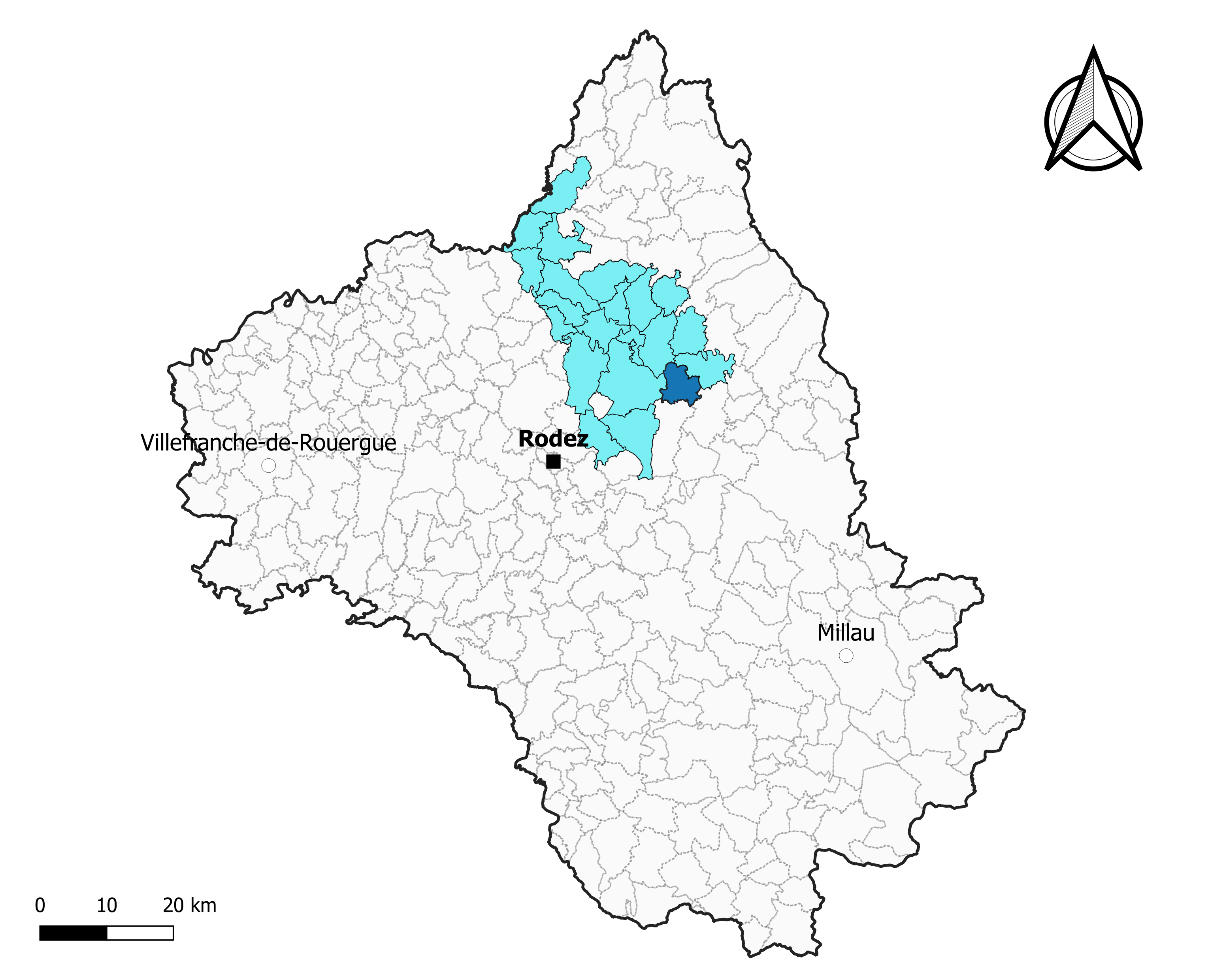
Gabriac dans l'intercommunalité en 2020.
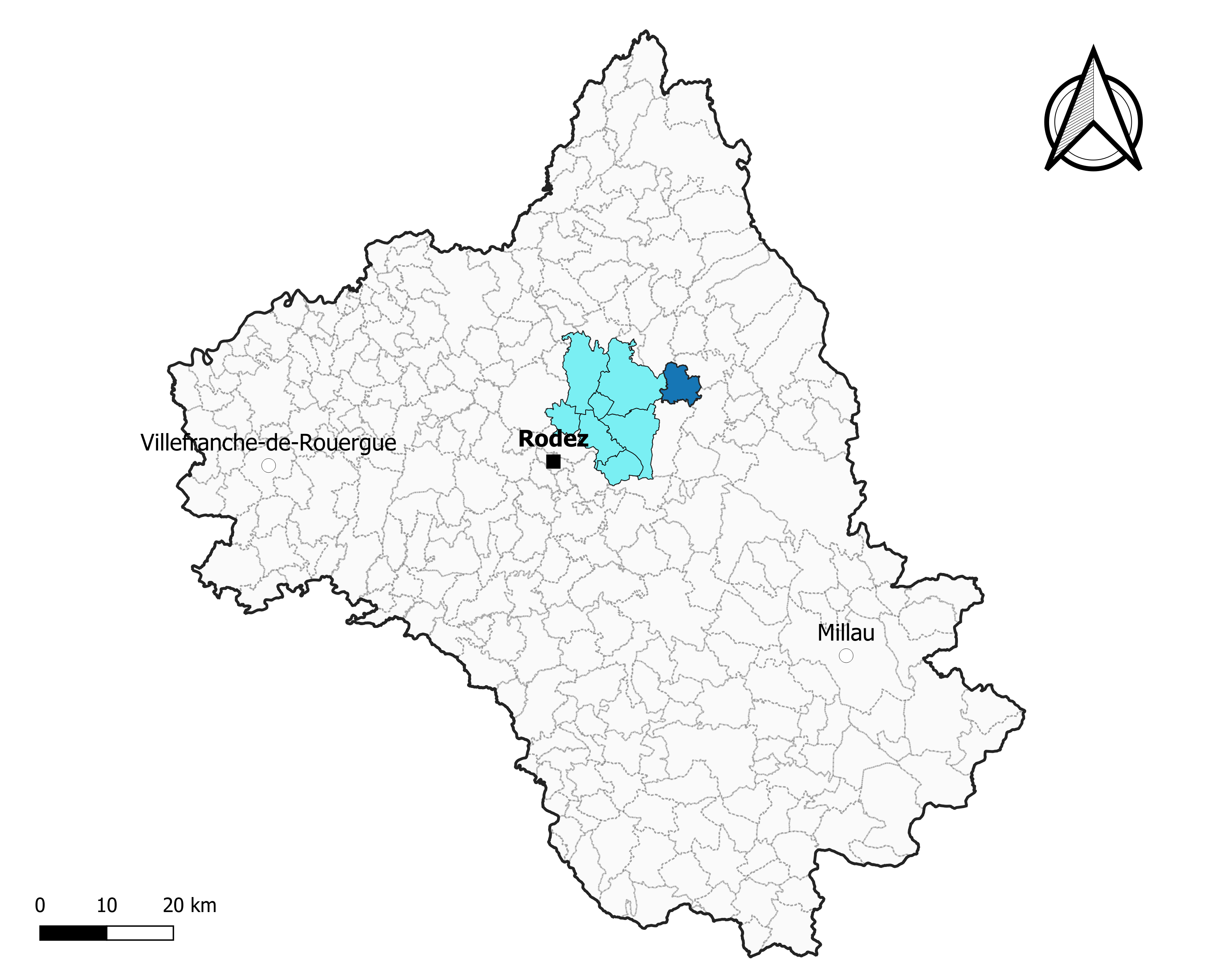
Gabriac dans le canton du Causse-Comtal en 2020.
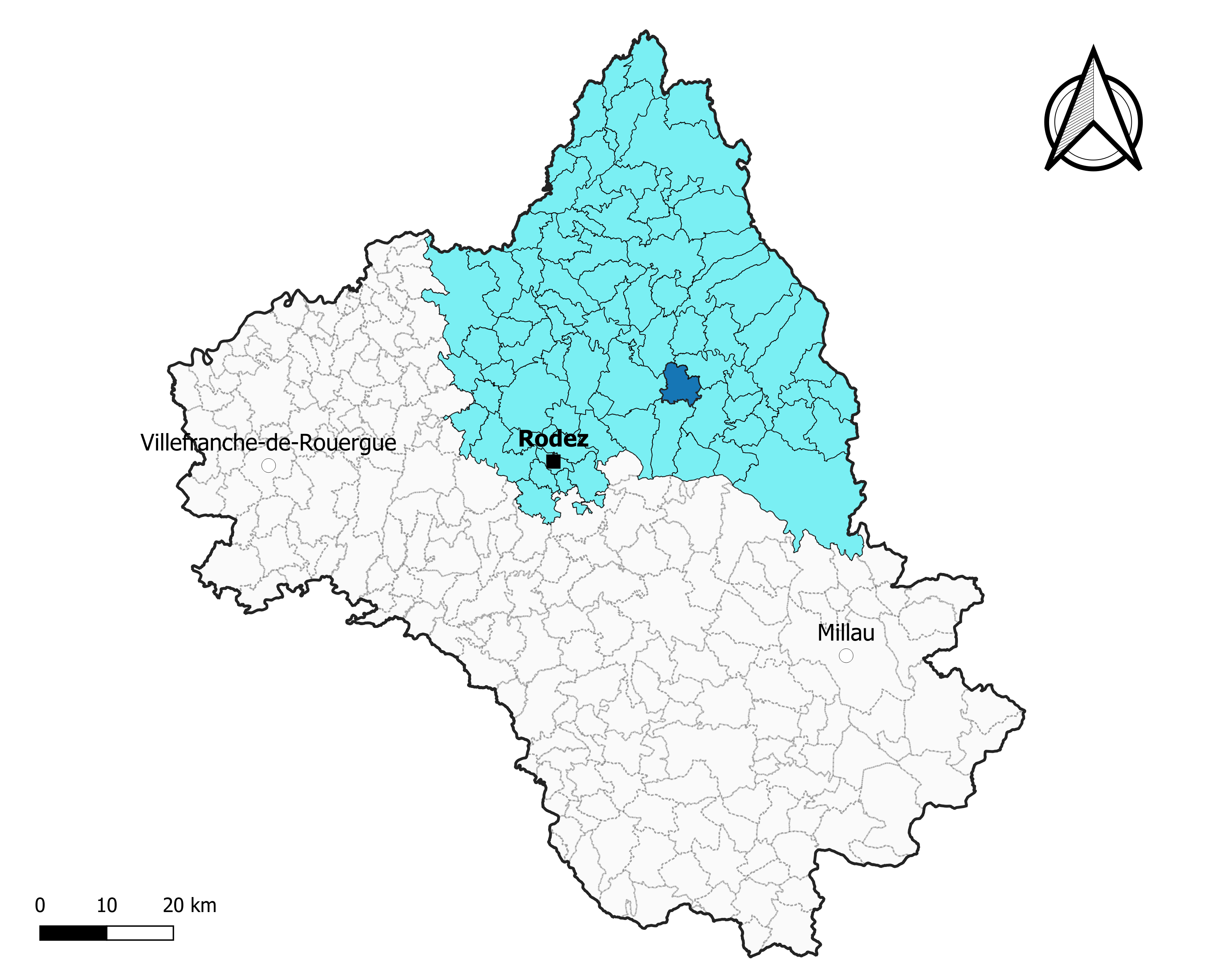
Gabriac dans l'arrondissement de Rodez en 2020.

### Élections municipales et communautaires

#### Élections de 2020
Le conseil municipal de Gabriac, commune de moins de 1 000 habitants, est élu au scrutin majoritaire plurinominal à deux tours avec candidatures isolées ou groupées et possibilité de panachage. Compte tenu de la population communale, le nombre de sièges à pourvoir lors des élections municipales de 2020 est de 15. La totalité des quinze candidats en lice est élue dès le premier tour, le 15 mars 2020, avec un taux de participation de 59,19 %.
Nicolas Bessière, maire sortant, est réélu pour un nouveau mandat le 23 mai 2020.
Dans les communes de moins de 1 000 habitants, les conseillers communautaires sont désignés parmi les conseillers municipaux élus en suivant l’ordre du tableau (maire, adjoints puis conseillers municipaux) et dans la limite du nombre de sièges attribués à la commune au sein du conseil communautaire. Deux sièges sont attribués à la commune au sein de la communauté de communes Comtal Lot et Truyère.

#### Liste des maires
| Période                                  | Période  | Identité          | Étiquette | Qualité                                                                      |
| ---------------------------------------- | -------- | ----------------- | --------- | ---------------------------------------------------------------------------- |
| Les données manquantes sont à compléter. |          |                   |           |                                                                              |
|                                          |          |                   |           |                                                                              |
| mars 2001                                | 2008     | Jean Cabrolier    |           |                                                                              |
| mars 2008 (réélu en mars 2020)           | En cours | Nicolas Bessière, | DVD       | Agriculteur sur moyenne exploitation, Président de la Communauté de communes |

## Démographie
L'évolution du nombre d'habitants est connue à travers les recensements de la population effectués dans la commune depuis 1793. Pour les communes de moins de 10 000 habitants, une enquête de recensement portant sur toute la population est réalisée tous les cinq ans, les populations de référence des années intermédiaires étant quant à elles estimées par interpolation ou extrapolation. Pour la commune, le premier recensement exhaustif entrant dans le cadre du nouveau dispositif a été réalisé en 2005.

En 2022, la commune comptait 558 habitants, en évolution de +10,93 % par rapport à 2016 (Aveyron : +0,37 %, France hors Mayotte : +2,11 %).
| 1793 | 1800 | 1806  | 1821  | 1831  | 1836  | 1841  | 1846  | 1851  |
| ---- | ---- | ----- | ----- | ----- | ----- | ----- | ----- | ----- |
| 284  | 601  | 2 562 | 1 867 | 2 336 | 2 407 | 1 332 | 1 345 | 1 341 |

| 1856  | 1861  | 1866  | 1872  | 1876  | 1881  | 1886  | 1891  | 1896  |
| ----- | ----- | ----- | ----- | ----- | ----- | ----- | ----- | ----- |
| 1 245 | 1 194 | 1 210 | 1 269 | 1 269 | 1 216 | 1 175 | 1 091 | 1 023 |

| 1901 | 1906 | 1911 | 1921 | 1926 | 1931 | 1936 | 1946 | 1954 |
| ---- | ---- | ---- | ---- | ---- | ---- | ---- | ---- | ---- |
| 980  | 969  | 950  | 874  | 811  | 734  | 695  | 663  | 613  |

| 1962 | 1968 | 1975 | 1982 | 1990 | 1999 | 2005 | 2006 | 2010 |
| ---- | ---- | ---- | ---- | ---- | ---- | ---- | ---- | ---- |
| 583  | 518  | 470  | 416  | 403  | 446  | 444  | 432  | 487  |

| 2015 | 2020 | 2022 | - | - | - | - | - | - |
| ---- | ---- | ---- | - | - | - | - | - | - |
| 500  | 549  | 558  | - | - | - | - | - | - |

## Économie

### Revenus
En 2018  (données Insee publiées en septembre 2021), la commune compte 211 ménages fiscaux, regroupant 521 personnes. La médiane du revenu disponible par unité de consommation est de 21 180 € (20 640 € dans le département).

### Emploi
| Division       | 2008  | 2013  | 2018  |
| -------------- | ----- | ----- | ----- |
| Commune        | 1,3 % | 4,5 % | 4,4 % |
| Département    | 5,4 % | 7,1 % | 7,1 % |
| France entière | 8,3 % | 10 %  | 10 %  |

En 2018, la population âgée de 15 à 64 ans s'élève à 282 personnes, parmi lesquelles on compte 81,5 % d'actifs (77,2 % ayant un emploi et 4,4 % de chômeurs) et 18,5 % d'inactifs,. Depuis 2008, le taux de chômage communal (au sens du recensement) des 15-64 ans est inférieur à celui de la France et du département.
La commune fait partie de la couronne de l'aire d'attraction de Rodez, du fait qu'au moins 15 % des actifs travaillent dans le pôle,. Elle compte 99 emplois en 2018, contre 94 en 2013 et 83 en 2008. Le nombre d'actifs ayant un emploi résidant dans la commune est de 223, soit un indicateur de concentration d'emploi de 44,3 % et un taux d'activité parmi les 15 ans ou plus de 56,3 %.
Sur ces 223 actifs de 15 ans ou plus ayant un emploi, 70 travaillent dans la commune, soit 31 % des habitants. Pour se rendre au travail, 81,4 % des habitants utilisent un véhicule personnel ou de fonction à quatre roues, 0,4 % les transports en commun, 8,9 % s'y rendent en deux-roues, à vélo ou à pied et 9,3 % n'ont pas besoin de transport (travail au domicile).

### Activités hors agriculture
36 établissements sont implantés  à Gabriac au 31 décembre 2019. Le tableau ci-dessous en détaille le nombre par secteur d'activité et compare les ratios avec ceux du département,.
| Secteur d'activité                                                                                        | Commune | Commune | Département |
| Secteur d'activité                                                                                        | Nombre  | %       | %           |
| --- | ------- | ------- | ----------- |
| Ensemble                                                                                                  | 36      |         |             |
| Industrie manufacturière, industries extractives et autres                                                | 11      | 30,6 %  | (17,7 %)    |
| Construction                                                                                              | 6       | 16,7 %  | (13 %)      |
| Commerce de gros et de détail, transports, hébergement et restauration                                    | 5       | 13,9 %  | (27,5 %)    |
| Information et communication                                                                              | 1       | 2,8 %   | (1,5 %)     |
| Activités financières et d'assurance                                                                      | 1       | 2,8 %   | (3,4 %)     |
| Activités immobilières                                                                                    | 2       | 5,6 %   | (4,2 %)     |
| Activités spécialisées, scientifiques et techniques et activités de services administratifs et de soutien | 9       | 25 %    | (12,4 %)    |
| Administration publique, enseignement, santé humaine et action sociale                                    | 1       | 2,8 %   | (12,7 %)    |

Le secteur de l'industrie manufacturière, des industries extractives et autres est prépondérant sur la commune puisqu'il représente 30,6 % du nombre total d'établissements de la commune (11 sur les 36 entreprises implantées  à Gabriac), contre 17,7 % au niveau départemental.

### Agriculture
La commune est dans les Grands Causses, une petite région agricole occupant le sud-est du département de l'Aveyron. En 2020, l'orientation technico-économique de l'agriculture  sur la commune est la polyculture et/ou le polyélevage.
|               | 1988  | 2000  | 2010  | 2020  |
| ------------- | ----- | ----- | ----- | ----- |
| Exploitations | 50    | 38    | 35    | 30    |
| SAU (ha)      | 2 239 | 2 603 | 2 537 | 2 709 |

Le nombre d'exploitations agricoles en activité et ayant leur siège dans la commune est passé de 50 lors du recensement agricole de 1988  à 38 en 2000 puis à 35 en 2010 et enfin à 30 en 2020, soit une baisse de 40 % en 32 ans. Le même mouvement est observé à l'échelle du département qui a perdu pendant cette période 51 % de ses exploitations,. La surface agricole utilisée sur la commune a quant à elle augmenté, passant de 2 239 ha en 1988 à 2 709 ha en 2020. Parallèlement la surface agricole utilisée moyenne par exploitation a augmenté, passant de 45 à 90 ha.

## Culture locale et patrimoine

### Lieux et monuments

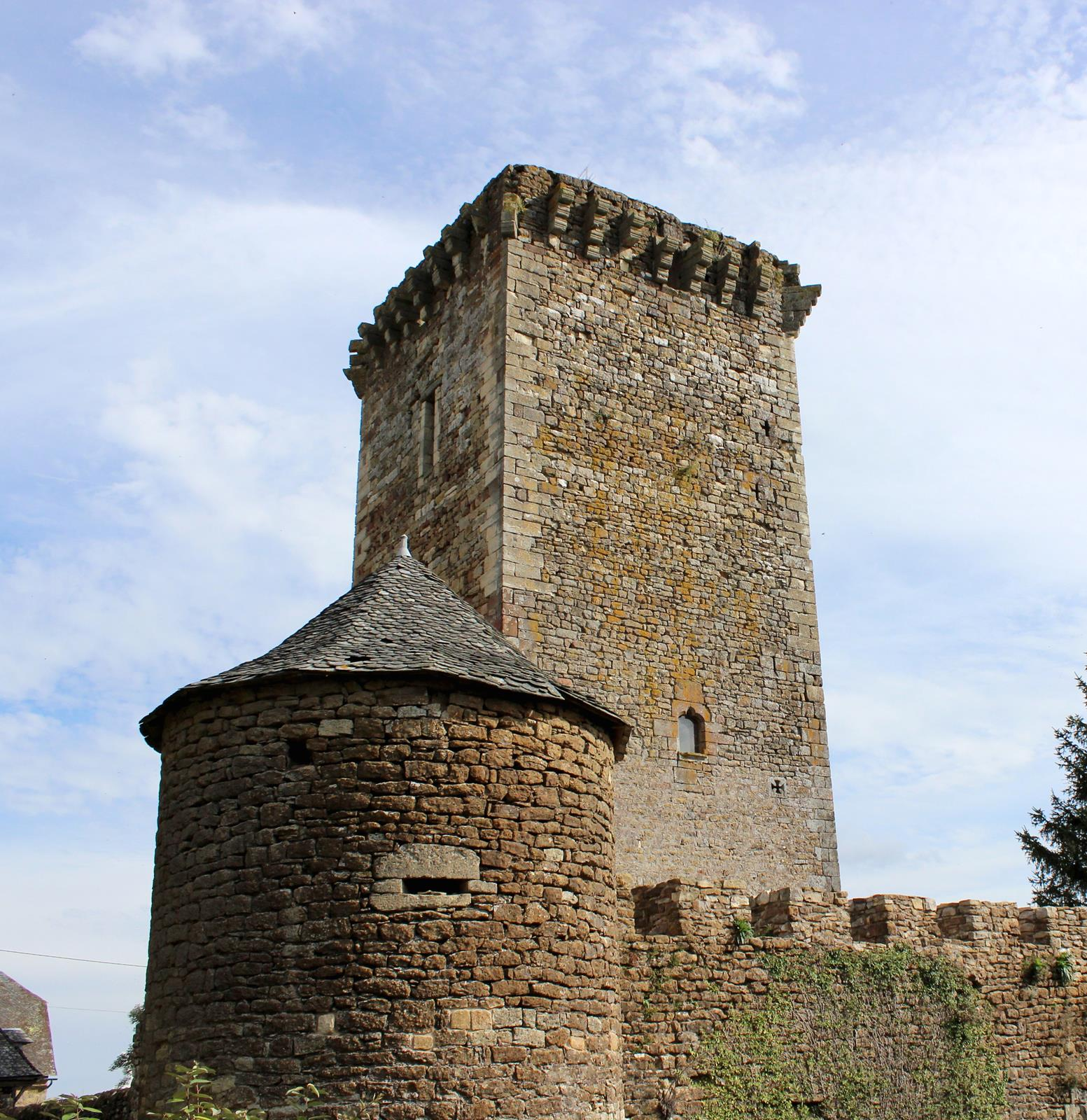
Le donjon et la tour d'angle nord-ouest du château de Tholet.
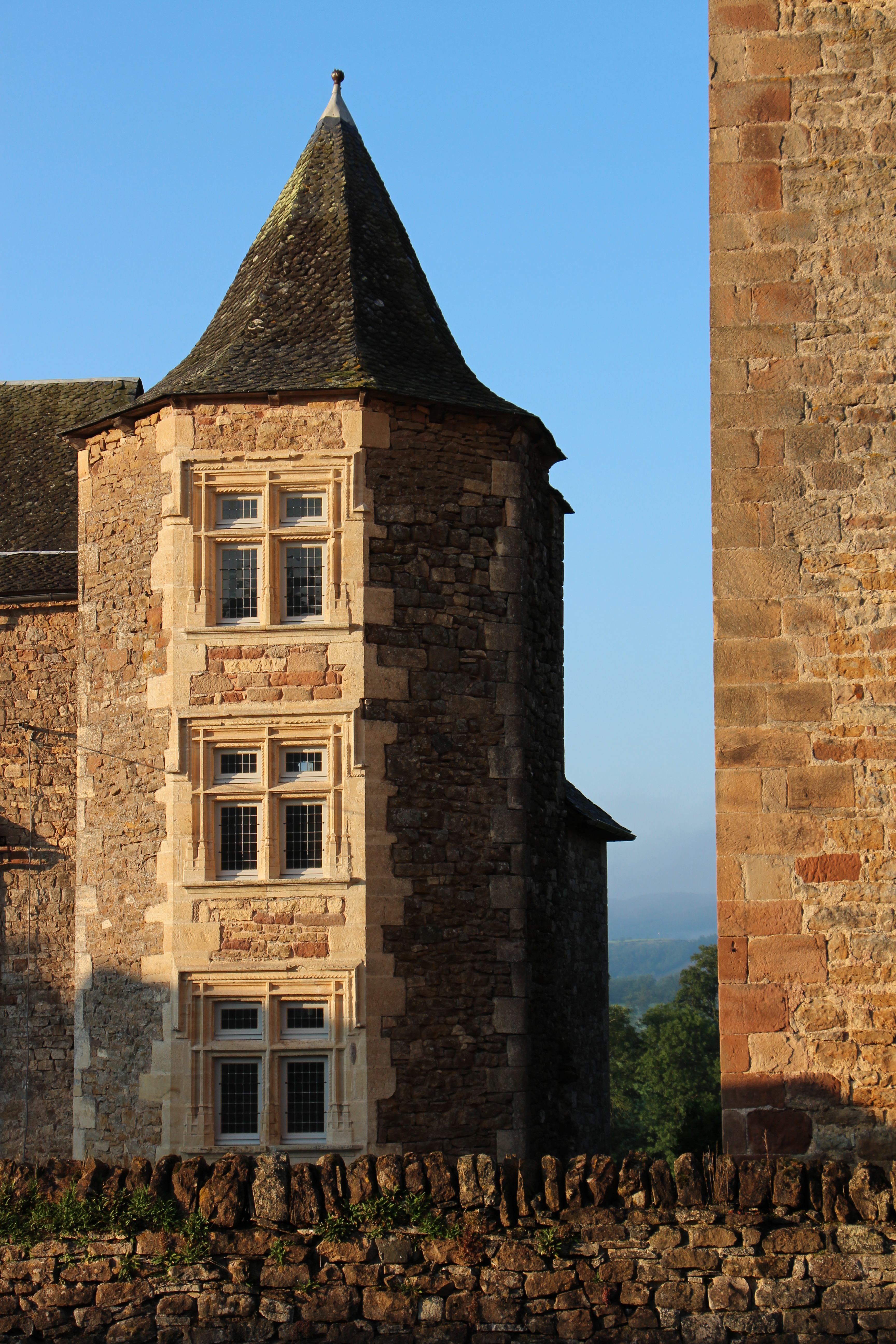
La tour hexagonale du château de Tholet.
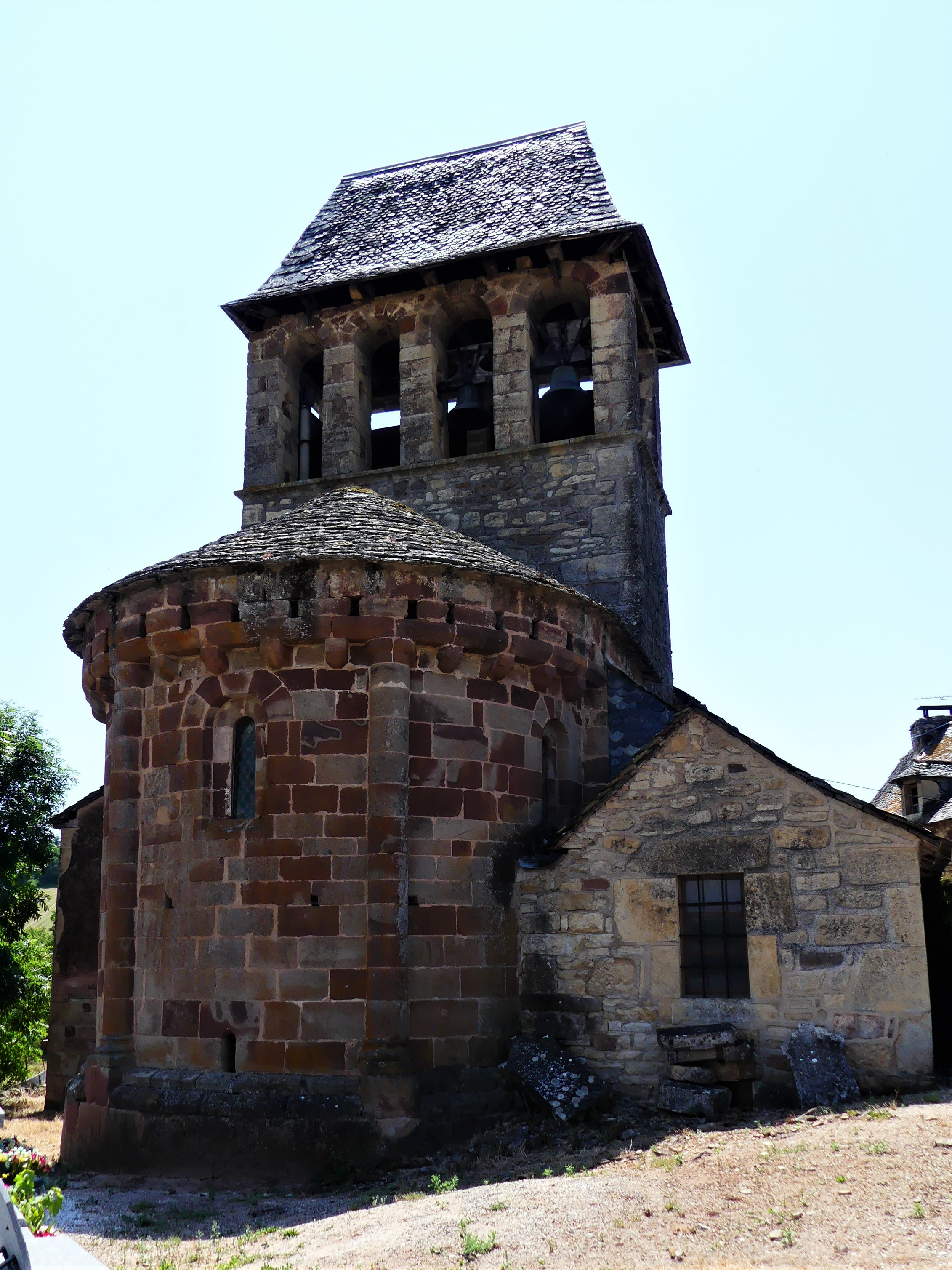
L'abside et le clocher-mur de l'église de Saint-Affrique-du-Causse.
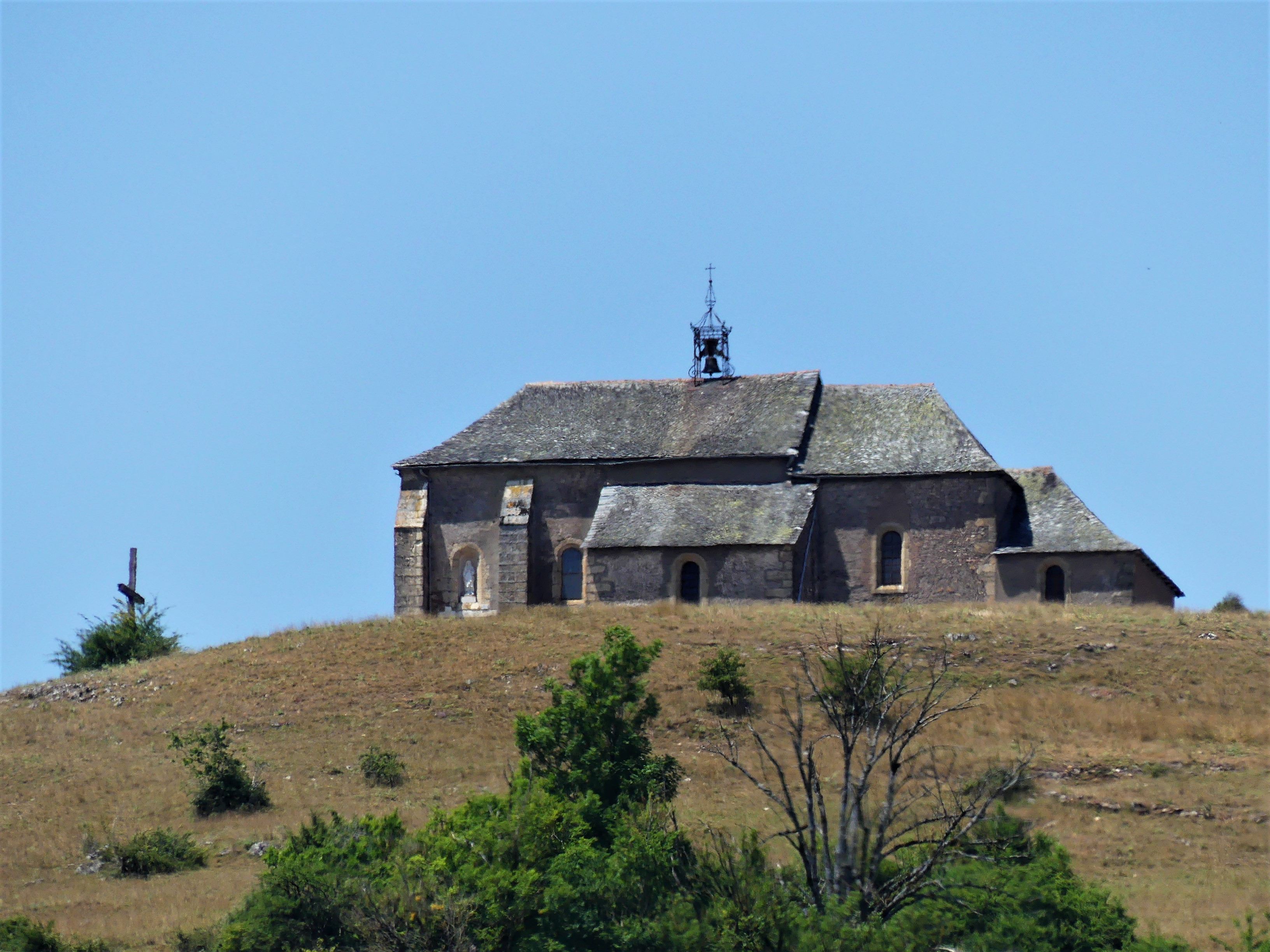
La chapelle du Calvaire.

#### Patrimoine civil
Le château de Tholet, composé d'un donjon du XIIIe siècle, d'un logis Renaissance et d'un bâtiment du XIXe siècle, entourés d'une enceinte, est inscrit au titre des monuments historiques depuis 1946.

#### Patrimoine religieux
- L'église Saint-Jean, située au lieu-dit Saint-Affrique-du-Causse, est inscrite (église, à l'exclusion de la chapelle moderne (bras sud du transept) et de la partie classée) au titre des monuments historiques depuis 1941, est classée en 1942 pour son abside romane[56].
- L'église Saint-Martial dans le bourg, construite entre 1876 et 1882, en remplacement de l'ancienne église[57].
- L'église Saint-Germain de Ceyrac[58], édifiée à la fin du XVe siècle[59].
- La chapelle Notre-Dame-du-Calvaire, édifiée en 1679[60].
- La chapelle Notre-Dame-de-la-Salette, dite chapelle de Grane[61], édifiée en 1865[62].

### Personnalités liées à la commune
- Flavien Anglade (1843-1881), avocat, maire (1870-1881) ; sous son mandat fut construite l'église actuelle (1874).
- Léo d'Orfer (1859-1924), écrivain, poète et journaliste littéraire, lié au mouvement symboliste, créateur de nombreuses revues ; né Marius Joseph André Pouget à Ceyrac (commune de Gabriac).
- Maurice Anglade (1874-1948), docteur en droit, maire (1925-1944), fondateur du Plateau Central[Quoi ?] et de la RAGT.
- Justin Vieillescazes, notaire à Gabriac et à Ceyrac de 1906 à 1950, maire ou adjoint pendant plusieurs années.
- Michel Bras (né en 1946), restaurateur près de Laguiole, est né à Gabriac.

### Héraldique
| Blason de Gabriac | Blason  | D'or à l'arbre terrassé de sinople accosté de deux lions affrontés de gueules, au chef d'azur chargé d'un soleil d'or accosté de deux rocs d'échiquier d'argent. |
| Blason de Gabriac | Détails | Le statut officiel du blason reste à déterminer. |